# Timrianbach
Der Timrianbach ist ein linker Nebenfluss der Metnitz in den Metnitzer Bergen im Gemeindegebiet von Friesach.
Er entspringt an der Südseite der Grebenzen, nahe der Gunzenbergalm, auf einer Höhe von über 1700 m, führt dort aber nicht durchgehend Wasser. Eine kräftigere Quelle liegt erst etwa 1 ½ km südlich am Fuß eines Steilhangs im Hinterwinkl, auf etwa 1120 m Höhe. Der Bach fließt dann in Nord-Süd-Richtung durch die Streusiedlung Timrian. Nachdem er von rechts als einziges benanntes Nebengewässer den Bach von Oberwalk aufnimmt, knickt der Verlauf des Timrianbachs nach links in Richtung Südost. Hier durchläuft er zunächst einen tief eingeschnittenen Graben, tritt bei St. Johann ins Metnitztal aus, ist ab hier fest verbaut und begradigt, und mündet einige hundert Meter weiter, bei St. Salvator, direkt in die Metnitz. Lange Zeit mündete er in einen heute nicht mehr existierenden Mühlbach, der hier links der Metnitz ein Hammerwerk und eine Schmiede antrieb.